# Duveds linbana

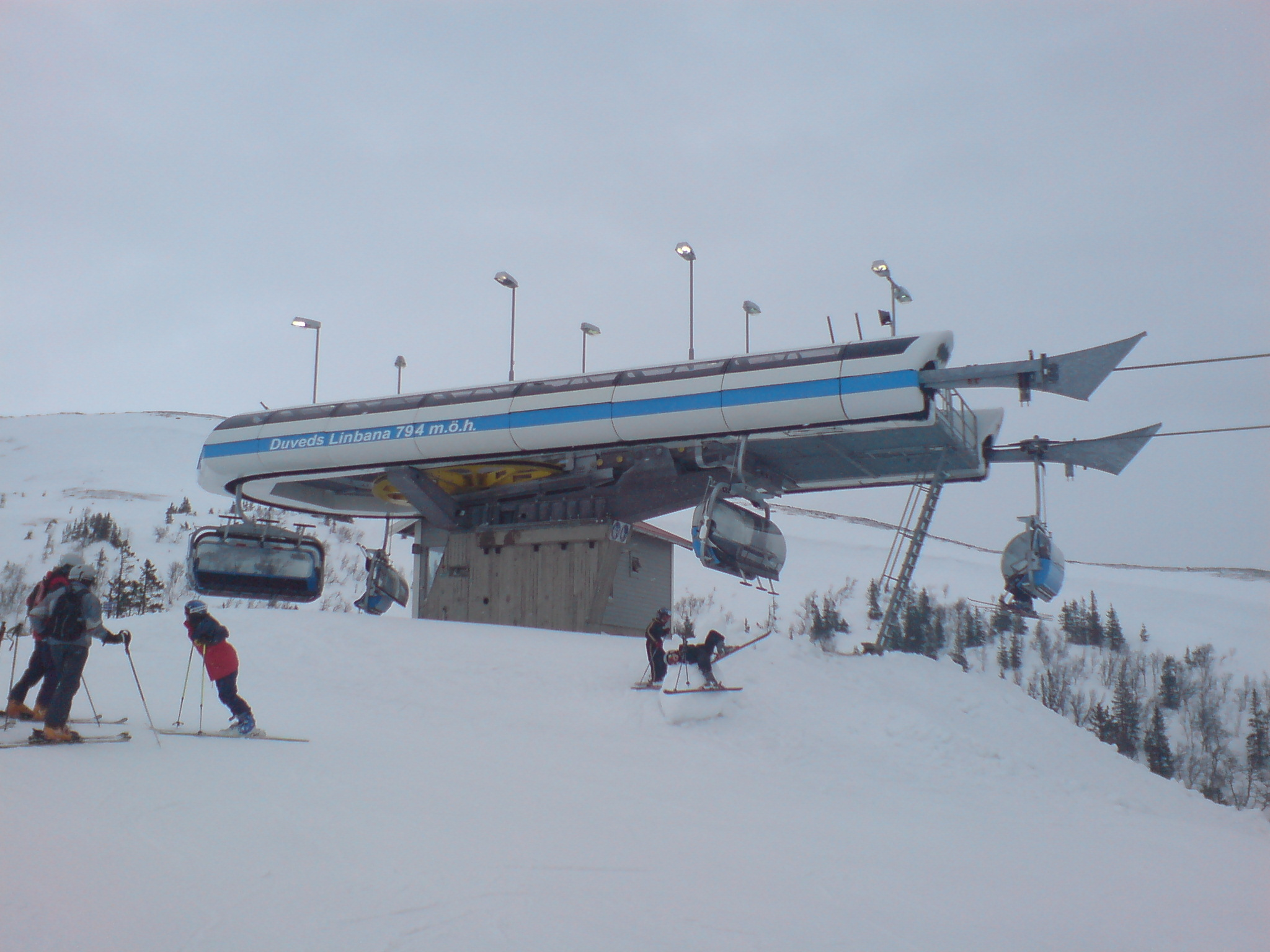
Toppstationen.

Duveds linbana är en kopplingsbar sexstolslift i Duved, tillhörande Åre skidområde. Lifttypen i sig kallas bubbellift, genom att dess stolar är utrustade med huvar (för ökad komfort vid exempelvis nederbörd och vindavkylning). Den byggdes år 1998 av Leitner Ropeways, och blev Nordens andra bubbellift (efter den fyrsitsiga i Kläppen, Sälen, från 1989).
Duveds linbana ingick i den stora förnyelsen av Duveds centrala liftsystem 1998, där 65 miljoner kronor satsades (80 miljoner i 2013 års penningvärde). Den blev dragen i den fullständiga sträckan som dess fyra föregående/ersatta liftar (däribland Duveds första, fast tvåstolslift, från 1964) anslöt till i två delsträckor. Till detta anlades en ny längre backe, plus att en befintlig breddades.
När Duveds linbana är stängd hålls dess vajer i lätt/långsam rörelse så att liften inte ska frosta fast vid toppen, eftersom det även där kan bli isigt emellanåt (men inte på långa vägar som uppe på Åreskutan). Duveds linbana har dock en avvikande/"fel" teknisk funktionsdetalj gentemot alla andra stolliftar; normalt sett skall endast ett vindvarningslarm ljuda på stolliftar när vindbyhastigheten någonstans på liften når 16 m/s eller högre – men istället nödstoppas Duveds linbana automatiskt (och om detta börjar upprepas ofta brukar liften beslutas att stänga oavsett om dess stolar gungar riskabelt eller ej, detta för att det orsakar för många driftstörningar/stopp).

## Teknisk data
- Längd: 1 568 m
- Max hastighet: 5 m/s
- Max kapacitet: 2 800 pers/tim
- Fallhöjd: 358 m
- Antal stolar: 85 st
- Antal stolpar: 19 st
- Vajerdiameter: 46 mm
- Driveffekt: 525 kW (startmotor: 693 kW), hjälpmotor 126 kW